# Mary Anne Witchger
Mary Anne Witchger (* 27. Januar 1938 in Indianapolis als Mary Anne Marchino; † 29. Januar 2021) war eine US-amerikanische Schwimmerin.

## Biografie
Mary Anne Witchger wurde als Tochter des Schwimmfunktionärs Elmer Marchino geboren. Sie nahm bei den Olympischen Sommerspielen 1956 in Melbourne im Wettkampf über 100 m Rücken teil. Sie schied als Vierte ihres Vorlaufes aus. Insgesamt sieben Mal belegte sie den zweiten Rang bei den AAU-Meisterschaften. Carin Cone Vanderbush, die jedes Mal sich den Sieg sicherte, konnte sie nie besiegen. Nach ihrem Studium an der Purdue University heiratete sie Gene Witchger, mit dem sie fünf Kinder hatte. Das Paar engagierte sich in einer katholischen Kirche und lebte an vielen verschiedenen Orten.